# Turibio Santos
Pour les articles homonymes, voir Santos (homonymie).
Turibio Santos est un guitariste classique brésilien né le 7 mars 1943 à São Luís (Maranhão).

## Biographie
Turibio Soares Santos naît le 7 mars 1943 à São Luís (État du Maranhão),.
Il étudie la guitare avec Antonio Rebello et Oscar Cáceres, et la composition avec Edino Krieger (en),.
En 1962, Turibio Santos donne son premier récital à Rio de Janeiro. L'année suivante, il joue les Douze études pour guitare d'Heitor Villa-Lobos, qu'il gravera au disque en première mondiale, et crée le Sextuor mystique du même compositeur. 
En 1964, il fonde un duo de guitares avec Cáceres, avant de s'installer en Europe, où il poursuit sa formation avec Andrés Segovia et Julian Bream. En 1965, il remporte un 1er prix au Concours international de guitare de l'ORTF. 
Entre 1968 et 1986, Turibio Santos réalise dix-huit enregistrements consacrés aux styles musicaux brésiliens et latino-américains. En 1987, il publie un enregistrement des œuvres complètes pour guitare de Villa-Lobos. 
Il mène une carrière de concertiste et défend le renouvellement du répertoire de son instrument. De nombreux compositeurs écrivent pour lui, à l'image de Marlos Nobre (en), Edino Krieger, Leo Brouwer, Georges Migot et André Jolivet, dont il crée les Deux études de concert à Paris en 1970.
À partir du milieu des années 1980, Turibio Santos dirige un orchestre de guitares, l'Orchestra de Violões do Rio de Janeiro, avec lequel il donne des concerts et réalise plusieurs enregistrements.
Comme éditeur, il a publié une série de transcriptions pour guitare d'œuvres célèbres de Bach, Beethoven, Sanz et Albéniz, notamment, intitulée « Collection Turibio Santos » (chez Max Eschig), ainsi que la série « Arquivos musicais », publiée à São Paulo.
Comme compositeur, il est l'auteur de Six préludes pour guitare (1984-1986).
Turibio Santos est chevalier de la Légion d'honneur, nommé en 1985, et membre de l'Ordre national de la Croix du Sud depuis 1989 (officier). Il est directeur de la Sala Cecília Meireles (en) à Rio de Janeiro en 1980-1981 et, à partir de 1985-1986, directeur du Museu Villa-Lobos (en), jusqu'en 2010. Il est président de l'Académie brésilienne de musique (pt) entre 2010 et 2013.